# Apanteles anomalon
Apanteles anomalon är en stekelart som först beskrevs av Curtis 1830.  Apanteles anomalon ingår i släktet Apanteles och familjen bracksteklar. Inga underarter finns listade i Catalogue of Life.